# پل سر چشمه
پل سر چشمه مربوط به دوره پهلوی اول است و در شاهرود، محله سرچشمه، جنب میدان امام رضا (ع) واقع شده و این اثر در تاریخ ۱۲ بهمن ۱۳۸۱ با شمارهٔ ثبت ۷۳۴۷ به‌عنوان یکی از آثار ملی ایران به ثبت رسیده است.